# 해리 브라운
해리 브라운(Harry Brown)은 영국에서 제작된 다니엘 바버 감독의 2009년 범죄, 드라마, 스릴러 영화이다. 마이클 케인 등이 주연으로 출연하였고 키스 벨 등이 제작에 참여하였다.

## 줄거리
해리 브라운은 훈장을 받은 왕립 해병대원이자 북아일랜드 분쟁 참전 용사인 노령 연금 수급자이다. 그는 마약상과 폭력적인 청소년 갱단이 지배하는 런던의 공영 주택에 살며, 대부분의 시간을 시드 루크가 운영하는 동네 술집에서 친구 렌 애트웰과 체스를 두며 보낸다. 병원에서 아내 캐스가 임종을 앞두고 있다는 전화를 받았지만, 해리는 갱단이 점령한 지하도를 지름길로 가는 것이 두려워 아내를 만나기에는 너무 늦었다. 그의 아내는 1973년에 사망한 열세 살 딸 레이첼의 무덤 옆에 안장되었다.
렌은 해리에게 어린 깡패들에게 괴롭힘을 당하고 있다고 털어놓으며, 그가 지금 자신을 방어하기 위해 들고 다니는 낡은 총검을 보여준다. 경찰의 도움을 받을 수 없자, 해리는 직접 괴롭힘꾼들과 맞서기로 한다. 다음 날, 해리는 앨리스 프램튼 형사와 테리 히콕 경사의 방문을 받고 렌이 살해당했다는 사실을 알게 된다. 경찰은 마약 밀매 조직의 두목 노엘 윈터스와 칼, 딘, 마키를 체포하지만 증거 불충분으로 풀려난다. 렌의 장례식 후 해리는 술에 취하지만, 집으로 돌아가는 길에 딘이 칼을 들이대며 그를 강도질하려 한다. 해리의 군사 훈련이 다시 드러나자, 그는 자신의 칼로 딘을 죽이다. 프램튼은 다음 날 아침 해리를 찾아와 렌이 자신의 총검에 맞아 죽었기 때문에 정당방위로 기소될 경우 과실치사로 감형될 수 있다고 말하는데, 이에 해리는 격분한다.
해리는 마약상 케니를 따라 소굴로 가서 권총을 사달라고 협상한다. 소굴 안에서 해리는 케니와 그의 동료 스트레치가 대마초를 재배하고 과다 복용한 여성을 성적으로 학대하여 포르노 영화를 제작하는 것을 발견한다. 해리는 마약상들을 살해한 후 그들의 소굴을 불태우고 소녀와 총기 가방을 챙겨 도주한다. 소녀를 병원 밖에 남겨두고 마키를 따라가 자신을 성적으로 학대하던 마약상을 죽이다. 그리고 마키를 고문하여 렌의 살해 현장을 휴대전화 카메라로 촬영하게 한다. 해리는 마키를 이용해 노엘과 칼을 지하도에서 총격전으로 몰아넣는다. 칼과 마키는 살해당하고, 노엘은 해리와 함께 도주하지만 해리는 폐기종 발작으로 쓰러진다. 해리는 발견되어 병원으로 이송된다.
프램튼은 해리가 최근 총격 사건의 배후에 있다고 추측하지만, 그녀의 상관인 차일즈 경감은 오히려 이 사건들이 점점 심해지는 갱단 간의 전쟁의 일부라고 확신한다. 차일즈 경감은 대대적인 경찰 작전을 명령하고 이로 인해 폭동이 일어난다. 해리는 노엘을 찾기 위해 병원에서 퇴원한다.
해리를 막기 위해 저택으로 차를 몰고 가던 프램튼과 히콕은 교통사고를 당하고, 히콕은 중상을 입는다. 해리는 그들을 구출하여 시드의 술집으로 데려간다. 그곳에서 프램튼은 해리에게 시드가 사실 노엘의 삼촌이라고 경고한다. 해리는 시드가 노엘을 숨겨왔다는 사실을 알게 되지만, 폐기종 발작으로 경계가 풀리고 시드는 프램튼을 무장 해제시키고 자신이 갱단의 진짜 리더임을 드러낸다. 프램튼은 지원을 요청하려 하지만 노엘에게 저지당하고, 시드가 히콕을 질식사시킨 후 노엘은 프램튼을 목 졸라 죽인다. 약해졌지만 해리는 숨겨둔 리볼버를 꺼내 노엘을 죽인다. 시드는 보복으로 해리를 죽이려 하지만 프램튼의 신고에 응한 경찰 저격수들에게 총격을 당해 사망한다.
폭동 후 기자회견에서 차일즈 경감은 프램튼과 히콕에게 (후자는 사후에) 상을 수여할 것이라고 발표하지만, 자경단이 이 사건에 연루되었다는 증거는 없다고 강조한다. 이후 해리가 지하도로 걸어가는 모습이 보이는데, 지하도는 이제 조용하고 갱단이 없는 상태다.

## 출연

### 주연
- 마이클 케인 : 해리 브라운 역

### 조연
- 에밀리 모티머 : 프램프톤 역
- 찰리 크리드 마일즈 : 하이콕 경위 역
- 데이빗 브래들리 : 레오나르드 역
- 이아인 글렌 : 차일즈 역
- 숀 해리스 : 스트레치 역
- 플랜비 : 노엘 역
- 잭 오코넬 : 마키 역
- 자멜 다우니
- 리 옥스 : 딘 역
- 조셉 길건
- 리암 커닝햄 : 시드 역
- 라자 제프리
- 크리스 윌슨
- 클레어 해켓 : 진 윈터스 역
- 애슐리 맥과이어
- 로렌스 리차드슨

## 제작진
- Line PD: 데이빗 히긴슨
- 미술: 케이브 퀸
- 의상: 제인 페트리
- 세트: 젬마 라이언
- 배역: 다니엘 허버드